# Parafia św. Andrzeja Boboli w Skierkowiźnie
Parafia pw. Świętego Andrzej Boboli w Skierkowiźnie – parafia rzymskokatolicka należąca do dekanatu przasnyskiego, diecezji płockiej, metropolii warszawskiej. 

## Historia parafii
Zasugerowano, aby wydzielić z tego artykułu informacje nt. kościoła do artykułu [[{{{1}}}]].
Kościół w Skierkowiźnie to jedna z najmłodszych zabytkowych świątyń na Mazowszu. W XIX wieku wierni ze Skierkowizny, aby dostać się do swojej świątyni parafialnej w Przasnyszu, musieli pokonać 15 km w jedną stronę. Aby stworzyć im lepsze warunki dotarcia do kościoła ks. Kazimierz Gwiazda - ówczesny wikariusz z Przasnysza postanowił wybudować świątynię. Kościół został przywieziony z Janowa. W latach 30. XX wieku postawiono tam kościół murowany, a dotychczasowy drewniany okazał się niepotrzebny. W 1936 r. ks. Kazimierz Gwiazda odkupił obiekt od janowskiej parafii i przewiózł do Skierkowizny, ustawiając go na podarowanym gruncie. 
Sam kościół (jako budynek) liczy sobie 100 lat – został wybudowany w 1917 r., czyli w roku objawień w Fatimie. Parafia została erygowana we wrześniu 1938 r. przez ówczesnego biskupa płockiego bł. Antoniego Juliana Nowowiejskiego, męczennika z Dachau.
Parafia swój niesamowity wygląd zawdzięcza śp. ks. Sylwestrowi Szadkowskiemu, byłemu proboszczowi, który pracował tu 36 lat. Wzorując się na góralskich kościołach drewnianych w Tatrach, ks. Sylwester stworzył jedną z najpiękniejszych świątyń drewnianych w Polsce – nazywaną „drewnianą bazyliką” lub „drewnianą katedrą”.
Kościół ma zupełnie inne proporcje niż większość świątyń mazowieckich. Bryła jest zbudowana na planie wydłużonego prostokąta, znacznie węższe i niższe prezbiterium, a z bryły od wschodu „wystaje” krótkie i wąskie zakończenie prezbiterium - niespotykane we wcześniejszych kościołach budowanych na tym terenie. Na szczycie fasady kościoła umieszczono zegar. To jedyny taki przypadek wśród mazowieckich kościołów. Wchodząc do środka kościoła, można się poczuć jak w prawdziwej bazylice. Wnętrze zostało rozdzielone na nawy czterema parami ozdobnych słupów. Sklepienie kolebkowe z kasetonami. Ściany wewnątrz świątyni zostały ozdobnie oszalowane różnymi rodzajami drewna. Możemy tu zobaczyć sosnę, dęby (pospolity, czarny i burgundzki), jawor, jesion, mahoń, modrzew, orzech włoski, świerk oraz drewno z naszych drzew owocowych (czereśnia, grusza, jabłoń, śliwa). Nagromadzenie tak różnych rodzajów i odcieni drewna sprawia, że jest to ciekawy i najbardziej naturalny sposób na ozdobienie wnętrza kościoła. Aby zapobiec odbarwieniu drewna, w oknach zastosowano specjalny rodzaj szkła (antisol), który pochłania 70 procent promieni ultrafioletowych. Stacje Drogi Krzyżowej, krzyż w prezbiterium oraz figury św. Andrzeja Boboli i Matki Bożej z Dzieciątkiem są dziełem rzeźbiarza z Zakopanego.
Parafia jest pod wezwaniem św. Andrzeja Boboli, a kościół ma drugiego patrona – świętego Izydora Oracza, który jest patronem rolników. Kościół posiada relikwie św. Andrzeja Boboli, które podarował parafii u początków jej istnienia pułkownik Wojska Polskiego Apolinary Kędzielski z małżonką Alicją – profesorem Uniwersytetu Warszawskiego.
W 1968 r. zostały wykonane dla parafii przez p. Eugeniusza z Przemyśla trzy dzwony o imionach: Matka Boża, św. Andrzej Bobola, św. Izydor. Nowo wybudowaną dzwonnicę poświęcił i konsekrował 9 listopada 1969 roku biskup Piotr Dudziec. W latach 1966– 1972 został uporządkowany, powiększony i ogrodzony cmentarz parafialny. Poświęcił go 10 września 1972 roku ks. biskup Bogdan Sikorski. Dziełem ks. Szadkowskiego są także budynki gospodarcze (1965), plebania (1970- 1978).

### Proboszczowie
- Ks. Kazimierz Kownacki (1938-1946) pierwszy proboszcz parafii
- Ks. Stanisław Kowalczyk (1946-1954) proboszcz parafii Święte Miejsce zarządzający również parafią w Skierkowiźnie
- Ks. Jerzy Bralski (1954-1958)
- Ks. Henryk Maliński (1958-1962)
- Ks. Jan Lipiński (1962-1965)
- Ks. Sylwester Szadkowski (1965-2001)
- Ks. Cezariusz Krupiński (2001-2004)
- Ks. Henryk Zagórowicz (2004- 2009)
- Ks. Artur Ciuba (2009- 2013)
- Ks. Sławomir Szumski 2013
- Ks. Karol Kaniecki (2013-2017)
- Ks. Sławomir Wądołek (od 2017 r.)

## Zasięg parafii
Do parafii należą wierni z miejscowości: Skierkowizna, Kobylaki Petrusy, Kobylaki Wólka, Kobylaki Konopki, Kobylaki Czarzaste, Kobylaki Szczepanki, Kobylaki Korysze, Kaki Mroczki i kolonie, Romany Fuszki, Romany Górskie, Romany Sebory, Romany Janowięta, Ulatowo Gać, Ulatowo Żyły, Ulatowo Adamy, Ulatowo Niwka, Ulatowo Borzuchy i Ulatowo Czerniaki.

## Wspólnoty parafialne
Za sprawą ks. Sławomira, obecnego proboszcza, parafia przeżywa duże ożywienie. Powstała Wspólnota Charyzmatyczna "Strumienie Nadziei", która współorganizuje Msze święte z modlitwą o uzdrowienie (w trzecią sobotę miesiąca, z wyjątkiem lipca), rekolekcje ewangelizacyjne, warsztaty, spotkania z ciekawymi gośćmi itd. Od 2017 r. stałą inicjatywą jest również "Noc Świętych" w wykonaniu dzieci z miejscowych szkół. Organizowana jest również formacja dla rodzin i małżeństw.

### Msze Święte i nabożeństwa
Począwszy od listopada 2017 r., czyli od nawiedzenia w parafii Figury św. Michała Archanioła z Gargano, rozwija się tu kult Księcia Niebios. Codziennie odmawiana jest modlitwa Leona XIII, wprowadzona została kopia figury oraz Anielski Dzień Skupienia, który odbywa się w ostatnią sobotę miesiąca września. 
Dnia 24 listopada 2018 r. parafia w Skierkowiźnie przeżywała 80-lecie swojego istnienia. Świętowanie poprzedziły Misje Święte, które poprowadził ks. Krzysztof Kralka, pallotyn.

#### Relikwie
Dnia 13 maja 2019 r. zostały do parafii sprowadzone relikwie św. Franciszka i Hiacynty, Pastuszków z Fatimy. Ich obecność jest związana z tradycją nabożeństw fatimskich od maja do października każdego 13. dnia miesiąca.

#### Uroczystości odpustowe
Odpust parafialny - sobota w pobliżu 16 maja (Święto św. Andrzeja Boboli).